# El loro de Flaubert
El loro de Flaubert es una novela de Julian Barnes que fue preseleccionada para el Brooker Prize en 1984.[cita requerida]
La novela narra la historia de Geoffrey Braithwaite, un erudito amateur experto en la vida del escritor Gustave Flaubert, y la búsqueda del loro disecado que inspiró el cuento Un corazón sencillo del gran escritor francés.